# Starokatolická farnost Břidličná
Starokatolická farnost Břidličná je farnost Starokatolické církve v České republice.
Rozvoj starokatolického hnutí v Břidličné (tehdy se nazývala Frýdlant nad Moravicí) začal počátkem 20. století. První starokatolická bohoslužba se zde konala 16. dubna 1904 a v roce 1909 zde vznikla filiální obec přináležející k farnosti v Šumperku. V letech 1910–1911 byl postaven kostel svatého Ducha (vysvěcen 3. prosince 1911 Milošem Čechem). Brzy poté vzniklá samostatná farnost v Břidličné měla v meziválečném období až 1600 členů a její farář Karl Erhart byl aktivní v místní politice.
Součástí farnosti byly dvě filiální obce v Olomouci a Bohumíně (byla proto nazývána též farnost Olomouc-Frýdlant nad Moravicí-Bohumín). V Olomouci se první starokatolické bohoslužby konaly 10. února 1901 a již 26. prosince téhož roku zde vznikla filiální obec náležející k farnosti Vídeň, od roku 1907 spojená s obcí v Břidličné. V Bohumíně se první starokatolické bohoslužby konaly roku 1904 (první starokatolická bohoslužba v bohumínském evangelickém kostele byla sloužena dne 30. července 1905) a brzy poté zde vznikla filiální obec. Obě filiální obce, jejichž věřící byli téměř výlučně německé národnosti, zanikly po druhé světové válce.
I samotná farnost v Břidličné přišla o své věřící roku 1945 v důsledku odsunu německého obyvatelstva. Zanikla 28. července 1946, kdy byl počet starokatolických farností v Československu redukován na šest. Starokatolická církev si však podržela respektive po roce 1989 získala zpět svůj majetek. Teprve roku 2000 se rekonstituovalo menší společenství věřících, jež utvořilo filiální radu. Kostel byl v letech 2007–2008 nákladem města opraven. Filiální obec, starokatolickou církvi však označovaná také jako farnost, je spravována ze Šumperka.